# Juan Zanotto
Juan Zanotto (Cuceglio, 26 de septiembre de 1935 - Buenos Aires, 13 de abril de 2005) fue un historietista argentino de origen italiano. Sus obras más representativas fueron Bárbara, Henga el Cazador, Wakantanka, Tagh El Guerrero del Ocaso y New York año cero. Fue director de arte para Ediciones Record y profesor de dibujo durante parte de su carrera.

## Biografía
A los trece años de edad Juan y su familia se mudaron a la Argentina donde vivió toda su vida hasta su fallecimiento.
Luego de la Segunda Guerra Mundial, cuando Zanotto tenía alrededor de 10 años, descubrió a Flash Gordon de Alex Raymond lo que representó un antes y después en su asombro por el dibujo. Años más tarde radicado en Buenos Aires se encontró con otros chicos que se encontraban estudiando dibujo y decidió empezar sus primeros estudios por correspondencia con el profesor Carlos Clemen. Más tarde se volcó a estudiar dibujo en la Escuela Norteamericana, que luego se  convirtió en la Escuela Panamericana, donde tuvo mayor contacto con profesionales del rubro y con otros dibujantes. En ese entonces su pasión por el dibujo y su experiencia en la escuela Norteamericana ayudaron a que Juan Zanotto tomara la decisión de dedicarse al dibujo de forma profesional.
Empezó su trabajo profesional en la editorial Publicaciones Universales, un anexo de la editorial Códex, donde inicialmente hizo trabajos de recorte de fotolitos y completando cuadros de historietas. Dentro de la misma editorial le ofrecieron la oportunidad de hacer un personaje y Juan Zanotto creó junto al guionista Julio Alfredo Grassi una historieta de cowboys llamada "Rick de la Frontera" para la revista Ases del Oeste. También creó junto a Grassi "El mundo del Hombre Rojo" que trataba de leyendas indias norteamericanas noveladas para la misma editorial. Posteriormente realizó algunos trabajos de ciencia ficción, que luego sería uno de los géneros más fuertes del dibujante, y también historietas sobre la Segunda Guerra Mundial para la editorial Fleetway de Inglaterra. Durante el período en que trabajó para Fleetway tuvo la oportunidad de trabajar para Editorial Columba haciendo historieta unitaria y sobre todo adaptación de películas para D'artagnan  y el Tony.
En 1974 aparece la revista Skorpio de Ediciones Record, una de las más importantes publicaciones de Argentina, de la cual Zanotto fue nombrado director de arte. En el primer número de la revista Skorpio se lanzó, entre otras historietas argentinas y a Corto Maltés (Hugo Pratt), el primer episodio de Henga el Cazador, con guiones de Diego Navarro (Eugenio Zappietro) y dibujos de Juan Zanotto. 
Luego de haber leído "En busca del Fuego", obra literaria que luego se realizó la película, donde el argumento trata sobre la lucha de los humanos primitivos en la Prehistoria por el control del fuego, Zanotto se inspiró en este libro para idear Henga. Luego creó para la misma editorial la saga de Hor, el hijo de Henga, que conserva características similares a la historieta original. Fue el primer gran éxito del artista.
Durante su período más activo logró crear excelentes obras como Tagh El guerreo del Ocaso, New York Año Cero (Junto a Barreiro nuevamente), Wakatanka (Guion de Héctor Germán Oesterheld y luego de Carlos Albiac), Starlight, Horizontes perdidos, Falka, Penitenciario, Crónicas del Tiempo Medio y Los Cazadores del Tiempo. 
Juan Zanotto falleció el día miércoles 13 de abril de 2005, mientras dibujaba su último trabajo en historieta "La sinfonía del Nuevo Mundo". Vivió gran parte de su vida en el barrio de San Andrés, Partido de San Martín en la provincia de Buenos Aires.

## Estilo
Zanotto se autodefinió como un dibujante de estilo clásico-hiperrealista, muy influenciado por Alex Raymond pero forjando su propio estilo de ilustración con marcada atención al detalle, la anatomía del ser humano, paisajes, el universo y la imaginación. En sus historietas destaca su sentido del movimiento en las luchas y el manejo de los planos y de la composición. Otro aspecto interesante de su trabajo es que las panorámicas dibujadas le permiten lucir la exquisitez de su dibujo caligráfico. Las aplicaciones de blancos y negros están ejecutadas con muchísimo talento. Una constante fundamental en su obra son las bellas y radiantes mujeres y heroínas.

## Obras
- Henga el Cazador y Hor el Temerario (1974) con guion de Ray Collins y  Alfredo Julio Grassi.
- Tagh el Guerrero del Ocaso (1975) con guion de Alfredo Julio Grassi.
- Wakantanka (1976) con guion de Héctor Germán Oesterheld (posteriormente con guion de Carlos Albiac).
- Bárbara (1979) con guion de Ricardo Barreiro.
- New York Año Cero (1984) con guion de Ricardo Barreiro.
- Crónicas del Tiempo Medio (1987) con guion de Emilio Balcarce.
- Penitenciario (1989) con guion de Ricardo Barreiro.
- Historias eróticas (1990) con guion de Alejandro Wolfenson.
- Horizontes Perdidos (La saga de Falka) (1993)
- Warman (1993) con guion de Chuck Dixon.
- Starlight (1994) con guion de Robin Wood.
- Los Cazadores del Tiempo (1998) Obra inédita.
- Sinfonía del Nuevo Mundo (2004)
- Recordando a Juan Zanotto (2015) Recopilación de 28 historias.